# 莫特方丹
莫特方丹（法語：Mortefontaine，法語發音：[mɔʁtəfɔ̃tɛn]）是法国上法蘭西大區埃纳省的一个市镇，属于苏瓦松区。

## 地理
莫特方丹（49°19'54"N, 3°4'34"E）面积11.9 平方千米，位于法国上法蘭西大區埃纳省，该省份为法国北部内陆省份，北起北部省，西接索姆省和瓦兹省，东临阿登省和马恩省，西南至塞纳-马恩省，东北部与比利时接壤。
与莫特方丹接壤的市镇（或旧市镇、城区）包括：克夫尔和瓦尔瑟里、拉韦尔西讷、蒙蒂尼朗格兰、勒特伊、苏西、塔耶方丹、维维耶尔、谢勒、欧特方丹。

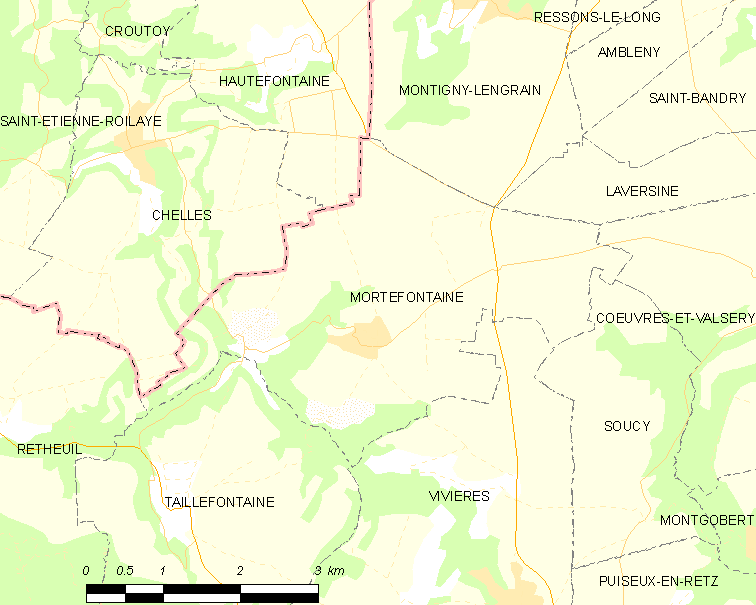
莫特方丹的OSM定位图

莫特方丹的时区为UTC+01:00、UTC+02:00（夏令时）。

## 行政
莫特方丹的邮政编码为02600，INSEE市镇编码为02528。

## 政治
莫特方丹所属的省级选区为埃纳河畔维克县。

## 人口

1962-2008年间莫特方丹人口变化图示

莫特方丹于2022年1月1日时的人口数量为215人。